# 熊偉 (弘治進士)
熊偉（1458年—？），字彥卿，號雙溪，萬全右衛（今河北省万全县）官籍江西新建縣人，明朝政治人物。

## 生平
順天府鄉試第十六名舉人。弘治九年（1496年）中式丙辰科進士會試第六十四名，二甲第四十三名進士。授兵科给事中，歷升通政司右參議、右通政，正德三年（1508年）六月仕至都察院左僉御史、大同巡抚，四年五月以考察自陳乞休。

## 家族
曾祖熊貴高；祖父熊志名；父熊壑，百戶。母金氏。永感下。兄熊麟、熊俊（百户）、熊傑。